# Akbez, Hassa
Akbez là một thị trấn thuộc huyện Hassa, tỉnh Hatay, Thổ Nhĩ Kỳ. Dân số thời điểm năm 2011 là 8.957 người.